# Renaud II de Gueldre
Renaud II de Gueldre, dit « le Noir », né vers 1295 et mort à Arnhem le 12 octobre 1343, fut duc de Gueldre et comte de Zutphen de 1326 à 1343. Il était fils de Renaud Ier, duc de Gueldre et comte de Zutphen, et de Marguerite de Flandre.
Il exerça la régence du duché de Gueldre à partir de 1316, fit emprisonner son père en 1318 et gouverna en tant que fils du duc de Gueldre, puis, à partir de la mort de son père en 1326, comme duc de Gueldre et comte de Zutphen.
Il fixa plusieurs textes législatifs dans le duché, le droit coutumier en 1321 et des règlements sur les digues et canaux en 1335. Il s'allia à son beau-frère Édouard III dans une coalition anti-française. Il eut une cour brillante.

## Mariages et enfants
Il épousa en premières noces à Ruremonde le 11 janvier 1311 Sophia Berthout († 1329), dame de Malines, et eut :
- Marguerite (1320 † 1344), dame de Malines ;
- Mathilde (1325 † 1384), dame de Malines, puis duchesse de Gueldre (1371-1379), mariée : 
  1. en 1336 à Godefroy de Heinsberg et de Looz († 1347),
  2. avant 1348 à Jean († 1368), comte de Clèves,
  3. à Jean II de Châtillon († 1381), comte de Blois ;
- Elisabeth († 1376), abbesse de Graefenthal ;
- Marie († 1405), duchesse de Gueldre (1371-1405), mariée en 1362 à Guillaume VI (1333 † 1393), duc de Juliers.

Veuf, il se remarie à Nimègue en mai 1332 à Aliénor d'Angleterre (1318 † 1355), fille d'Édouard II, roi d'Angleterre et d'Isabelle de France. Ils eurent :
- Renaud III (1333 † 1371), duc de Gueldre (1343-1361) ;
- Édouard (1336 † 1371), duc de Gueldre (1361-1371).

## Sources
- (de) Cet article est partiellement ou en totalité issu de l’article de Wikipédia en allemand intitulé « Rainald II. (Geldern) » (voir la liste des auteurs).

- Notices d'autorité :   - VIAF
  - ISNI
  - LCCN
  - GND
  - Pays-Bas
  - Vatican
  - WorldCat
- Généalogie des comtes de Gueldre